# S Humaitá (S-41)
El S Humaitá (S-41) es un submarino de la clase Riachuelo construido para la Marina de Brasil dentro del programa PROSUB. Es la segunda unidad de su clase, detrás del S Riachuelo (S-40) y fue entregado al sector operativo de la marina al enero de 2024.

## Construcción
Operacional en la armada desde 12 de enero de 2024, fue construido en el Complejo Naval e Industrial de Itaguaí (estado de Río de Janeiro), tuvo la botadura el 11 de diciembre de 2020 siendo amadrinado por la esposa del ministro de Defensa Adelaide Azevedo e Silva, acompañados por el presidente Jair Bolsonaro. Para la ceremonia estuvo presente el submarino nuclear USS Vermont de la US Navy.